# Paronychia paphlagonica
Paronychia paphlagonica är en nejlikväxtart. Paronychia paphlagonica ingår i släktet prasselörter, och familjen nejlikväxter.

## Underarter
Arten delas in i följande underarter:
- P. p. caespitosa
- P. p. paphlagonica